# Parc d'État du Lac Qui Parle
Pour les articles homonymes, voir Lac qui parle (homonymie).
Le Parc d'État du Lac Qui Parle est situé dans l'État du Minnesota. Son nom d'origine française rappelle qu'autrefois, les coureurs des bois et autres trappeurs français et canadiens français parcouraient cette région septentrionale de la Louisiane française.
Ce nom est la traduction d'une expression lakota des peuples amérindiens Sioux.
Ce parc fut créé dans le cadre d'un projet de régulation des flots du bassin fluvial de la rivière Minnesota et ainsi empêcher les crues et d'importantes inondations. Un barrage fut construit par le Works Progress Administration aux limites du Lac qui parle. Ce projet fut inscrit dans le Registre national des lieux historiques.